# Орловская стоянка
Орловская стоянка — частично разрушенная стоянка позднего неолита на северной окраине Волгограда в балке Мокрая Мечётка около села Орловка. Дала название орловской культуре как первая исследованная стоянка в этой группе.

## Открытие и исследование
Стоянка была исследована в 1968 г. экспедицией под руководством В. И. Мамонтова. К моменту исследования большая её часть уже была уничтожена в результате подмывания склона балки. От стоянки остался только культурный слой на площади 24х12 метров. Стоянка возможно использовалась скотоводами в течение летнего периода. С помощью радиоуглеродного метода возраст стоянки был определен в границах от 5846 до 5315 лет до н. э.

## Описание находок
Среди находок оказались 78 фрагментов керамики. Керамика изготовлялась ленточным способом: сперва подготавливались глиняные жгуты, из которых потом формировался сосуд. После формирования швы уплощались. Верхняя треть больших сосудов (с диаметром горла до 40 см) и днища были орнаментированы нажатием палочкой. Керамика была изготовлена из жирного ила или илистых глин, иногда с добавлением дробленых речных ракушек. Также на стоянке нашли кремниевые пластины, скребки (разных форм), нуклеусы, вкладыши, наконечник стрелы, грузило с пазом для верёвки. Из останков животных были кости быка, лошади, собаки, сайги. Кости некоторых крупных животных (быка, лошади) возможно принадлежали одомашленным особям.
На стоянке обнаружили остатки жилища, которое было построено как заглубленное в землю на 0,6 метра прямоугольное помещение длиной 6 метров. Крышу поддерживали столбы, от которых нашли углубления в полу. Автор исследования В. И. Мамонтов предположил что это было временное жилище, использовавшееся когда в пойму реки на месте нынешней балки Мокрая Мечётка пригоняли скот.

## Орловская культура
Вслед за открытием Орловской стоянки в Поволжье ученые исследовали несколько других схожих по находкам неолитических стоянок. Все эти стоянки было предложено объединить в одну орловскую культуру в середине 1990-х годов, когда нашли Варфоломеевскую стоянку в Саратовской области с большим количеством жилищ и мощным культурным слоем. Общим элементом орловской культуры являлась технология производства посуды: ленточный метод, характер обжига, форма, плоскодонность, орнамент верхней трети (треугольный отступающий накол палочкой, его простота), сырье, наличие речных раковин. Также общими элементами культуры являлся комплекс каменных орудий, техника расщепления камня, использование охры.